# 最佳偶戲主演獎 (傳藝金曲獎)
傳藝金曲獎最佳偶戲主演獎是由國立傳統藝術中心在臺灣舉辦的現行頒發獎項。

## 歷屆得獎暨入圍名單
|  | 獲獎者 |

### 最佳偶戲主演獎（第33屆～至今）
| 年份 （屆次）                            | 入圍作品                           |
| ---------------------------------------- | ---------------------------------- |
| 2022 （第33屆）                          | 林政興 《穆桂英之降龍木》          |
| 2022 （第33屆）                          | 柯世宏／《王爺飯》                 |
| 2022 （第33屆）                          | 洪啟文／《魚藏劍》                 |
| 2022 （第33屆）                          | 郭建甫／《崖山恨》                 |
| 2022 （第33屆）                          | 陳皇寶／《蒼狼血印》               |
| 2023 （第34屆）                          | 吳聲傑 《水鬼請戲》                |
| 2023 （第34屆）                          | 林宏憲／《大俠百草翁前傳》         |
| 2023 （第34屆）                          | 林政興／《梁山好漢盧俊義》         |
| 2023 （第34屆）                          | 郭建甫／《戲頭》                   |
| 2023 （第34屆）                          | 陳皇寶／《大話西遊－鬧天宮》       |
| 2024 （第35屆）                          | 吳聲傑 《得時の夢》                |
| 2024 （第35屆）                          | 吳聲傑／《國姓爺合戰：英雄和藤內》 |
| 2024 （第35屆）                          | 李京曄／《鳳凰祈》                 |
| 2024 （第35屆）                          | 林政興／《嗷嗚！天狗來了～》       |
| 2024 （第35屆）                          | 郭建甫／《心垣》                   |
| 2025 （第36屆）                          |                                    |
| 黃僑偉／《源．緣》                       |                                    |
| 廖群瑋／《五行金沙誅仙陣》               |                                    |
| 柯世宏／《祟．出示》                     |                                    |
| 林政興／《天波樓》                       |                                    |
| 王凱生／《豆花公劇場版──拍斷手骨顛倒勇》 |                                    |

## 外部連結
- 國立傳統藝術中心 （页面存档备份，存于）
- 第35屆傳藝金曲獎（页面存档备份，存于）
- 傳藝金曲獎的Facebook專頁